# Bălgarski Izvor, Loveci
Bălgarski Izvor (în bulgară Български Извор) este un sat în comuna Teteven, regiunea Loveci,  Bulgaria. 

## Demografie
Componența etnică a satului Bălgarski Izvor
     Bulgari (89,01%)
     Romi (9,43%)
     Nicio identificare (1,05%)
     Altele (0,48%)
La recensământul din 2011, populația satului Bălgarski Izvor era de 1.229 locuitori. Din punct de vedere etnic, majoritatea locuitorilor (89,01%) erau bulgari, cu o minoritate de romi (9,43%). Pentru 1,05% din locuitori nu este cunoscută apartenența etnică.